# Istoria Spaniei (1977-1981)

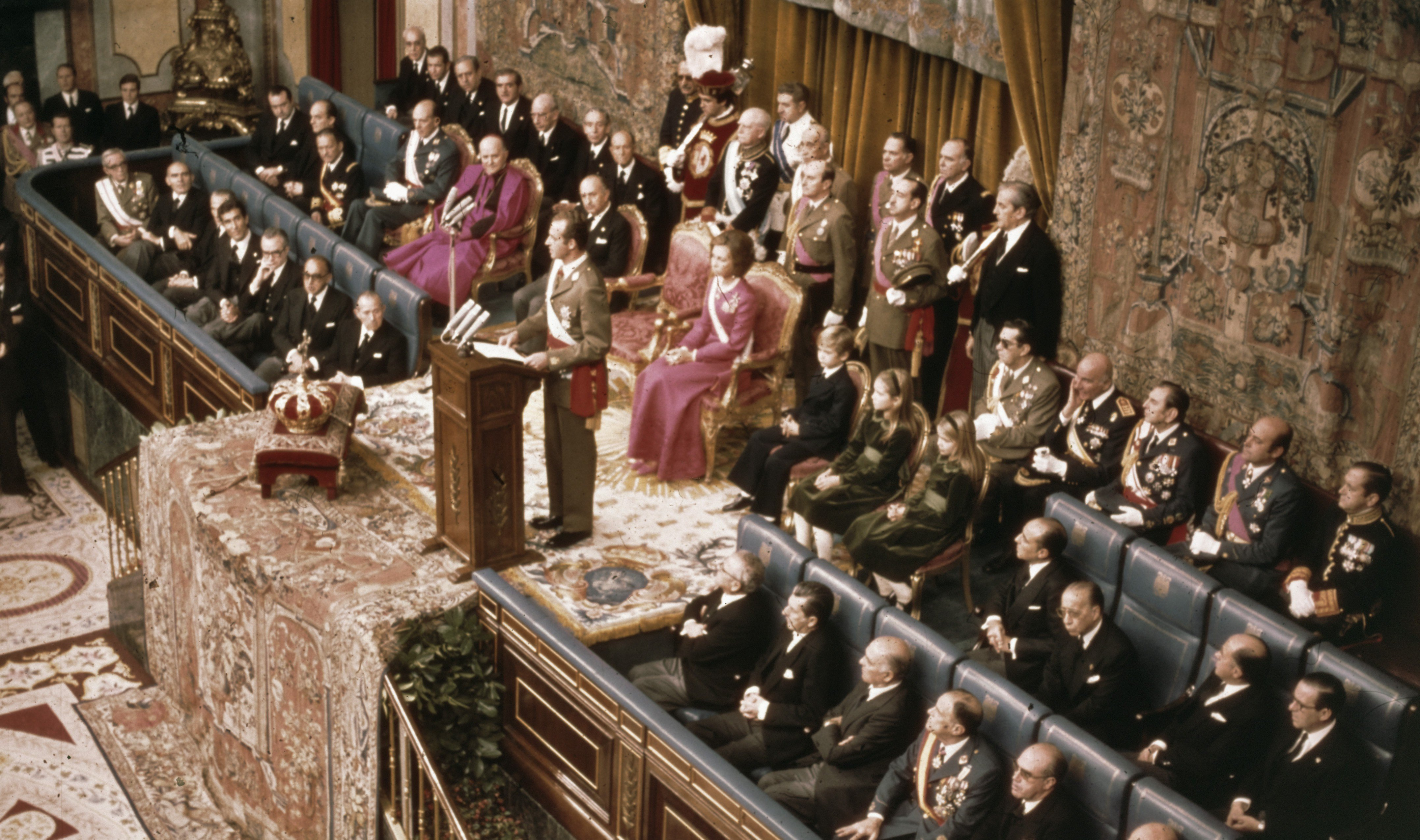
Juan Carlos I înaintea Cortes Españolas ("parlamentului spaniol franchist"), în timpul proclamării sale ca rege la 22 noiembrie 1975

Tranziția Spaniei la democrație (în spaniolă Transición española a la democracia), cunoscută în Spania și ca Tranziția (în spaniolă La Transición) sau Tranziția spaniolă (în spaniolă Transición española) a fost o perioadă din istoria modernă a Spaniei care a început pe 20 noiembrie 1975, data morții lui Francisco Franco, care a instaurat o dictatură după victoria naționaliștilor în Războiul Civil Spaniol. În orice caz, istoricii contrazic că ar fi existat exact o dată la care s-a făcut tranziția: mulți spun că s-a terminat după alegerile generale din 1977, în timp ce alții plasează mai târziu, când a fost aprobată Constituția din 1978. Alții sugerează că s-ar fi terminat odată cu lovitura de stat eșuată din 1981 a neo-franchiștilor. Într-un final, Tranziția s-a încheiat cu primul transfer pașnic al puterii executive, după victoria Partidului Socialist al Muncii din Spania (PSOE) la alegerile generale din 1982.

## Rolul politic al lui Juan Carlos I
Francisco Franco a preluat puterea după Războiul Civil Spaniol (1936-1939), și a condus ca dictator până la moartea sa în 1975. În 1969, l-a desemnat pe Prințul Juan Carlos, nepotul celui mai recent rege Alfonso XIII ca succesor oficial. Pentru următorii șașe ani, Prințul Juan Carlos v-a rămâne în fundal în timpul aparițiilor publice și părea gata să-l urmeze pe Franco la putere. Odată ajuns la putere ca Rege al Spaniei,cu toate acestea, el a facilitat dezvoltarea unei monarhii constituționale așa cum tatăl său, Don Juan de Borbón, susținea din 1946.
Tranziția a fost un plan ambițios, care a contat pe un sprijin amplu atât în Spania, cât și în afara acesteia. Guvernele vestice, în frunte cu Statele Unite, a susținut acum o monarhie constituțională spaniolă, așa cum au făcut-o mulți capitaliști liberali spanioli și internaționali. Partidul Prim Ministrului Adolfo Suárez, UCD, a cerut pluralism, dar nu o majoritate absolută, în timpul alegerilor din Iunie 1977 și Martie 1979. Pentru a exercita puterea, UCD a format o coaliție parlamentară cu alte partide politice.Guvernul a petrecut o mare parte a timpului său din 1979 lucrând pentru a reuni numeroasele facțiuni din cadrul partidului însuși, precum și coalițiile lor. În 1980, guvernul Suárez în cea mai mare parte și-a îndeplinit obiectivele sale de tranziție la democrație și nu avea o agendă clară. Mulți membrii UCD au fost foarte conservatori și nu au dorit schimbarea lucrurilor. Spre exemplu, o lege pentru legalizarea divorțului a provocat multă disensiune în interiorul UCD, în ciuda faptului că a fost susținut de majoritatea populației. Coaliția UCD s-a destrămat.
Ciocnirile dintre mai multe facțiuni din interiorul partidului au slăbit autoritatea lui Suárez și rolul său de lider. Tensiunile au escaladat în 1981: Suárez a demisionat ca șef al guvernului, și Leopoldo Calvo Sotelo, a fost pus pentru a conduce noul cabinet și mai târziu președinția UCD; social-democrații conduși de Francisco Fernández Ordóñez s-au rupt de coaliție, mai târziu alăturându-se socialiștilor (PSOE), în timp ce democrații creștini au plecat pentru a forma Partidul Democrat Popular.
În timp ce nominalizarea democratică reușise să convingă ETA (pm), facțiunea „politico-militară” a ETA, să abandoneze armele și să intre în politica parlamentară,  aceasta nu a oprit continuarea atacurilor teroriste de către ETA (m) („ETA militară”; mai târziu pur și simplu „ETA”) sau într-o măsură mai mică, GRAPO. Între timp, tensiunile din diferite secțiuni ale armatei spaniole au creat teama de o iminentă lovitură de stat militară. Încercarea unei asemenea lovituri cunoscută ca 23-F, în care locotenent-colonelul Antonio Tejero a condus o ocupație de către Guardia Civil a Congresului Deputaților în ziua de 23 febuarie 1981 care a eșuat, dar existența unor elemnte de insurecție în cadrul armatei.

## Guvernul lui Carlos Arias Navarro (noiembrie 1975-iulie 1976)
Regele nu a numit inițial un nou prim-ministru, lăsându-l în locul șefului de guvern în funcție sub Franco, Carlos Arias Navarro. Arias Navarro nu a plănuit inițial reformarea regimului lui franchist; în Consiliul Național al Mișcării, o adunare consultativă a partidului de guvernământ FET y de las JONS (Falanga) și a altor grupuri din Movimiento Nacional, el a declarat că scopul guvernului său era continuitatea franchismului printr-o „democrație în stil spaniol "(spaniolă: democracia a la española). He believed political changes should be limited: he would give the parliament, the Cortes Españolas, the task of "updating our laws and institutions the way Franco would have wanted". El credea că schimbările politice ar trebui limitate: el va da parlamentului, Cortes Españolas, sarcina de a „actualiza legile și instituțiile noastre așa cum și-ar fi dorit Franco”.
Programul de reformă adoptat de guvern a fost cel propus de Manuel Fraga , respingând planul lui Antonio Garrigues de a alege o adunare constituantă. Programul lui Fraga a urmărit realizarea unei „democrații liberale” care să fie „comparabilă cu restul țărilor din Europa de Vest” printr-un „proces gradual și controlat”, printr-o serie de reforme ale legilor fundamentale pseudo-constituționale ale țării. Acesta este motivul pentru care propunerea sa a fost numită „o reformă în continuitate”, iar sprijinul său a venit mai ales de la cei care au apărat un model sociologic franchist.
Pentru ca reforma să aibă succes, a trebuit să obțină sprijinul facțiunii franchiste cunoscută sub numele de Búnker , care avea o prezență majoră în Cortes și Consiliul Național al Mișcării, cele două instituții care ar trebui să aprobe în cele din urmă reformele legilor fundamentale. De asemenea, a trebuit să obțină sprijin în cadrul Forțelor Armate și al Organizației Spaniole a Muncii . În plus, trebuia să mulțumească opoziția democratică față de franchism. Abordarea față de dizidenți a fost că aceștia nu vor face parte din procesul de reformă, ci li se va permite să participe la politică mai general, cu excepția Partidului Comunist din Spania ( Partido Comunista de España , PCE). Această reformă conservatoare a fost parțial inspirată de perioada istorică a restaurării semi-democratice a Bourbonului (1876-1931) și a fost criticată pentru că nu a luat în considerare circumstanțele sociale și politice ale vremii.
Proiectul s-a concentrat într-o propunere de reformare a trei dintre legile fundamentale, dar modificările exacte vor fi determinate de o comisie mixtă a guvernului și a Consiliului național al mișcării, așa cum a propus Torcuato Fernández-Miranda și Adolfo Suárez. Crearea comisiei a însemnat că Fraga și reformiștii au pierdut controlul asupra multor direcții legislative ale țării; reformiștii planificaseră „Legile Adunării și Asocierii” actualizate, care includeau o reformă a Codului penal spaniol . Chiar și așa, noua Lege a Adunării a fost adoptată de de parlamentul franchist la 25 mai 1976, permițând demonstrații publice cu autorizația guvernului. În aceeași zi, a fost aprobată și Legea Asociațiilor Politice, susținută de Suárez, care a afirmat în sesiunea parlamentară că „dacă Spania este pluralistă, parlamentul nu își poate permite să o respingă”. Intervenția lui Suárez în favoarea acestei reforme i-a șocat pe mulți, inclusiv pe Juan Carlos I.  Această intervenție a fost esențială în decizia lui Juan Carlos de a-l numi pe Suárez în funcția de prim-ministru în luna următoare.
Reforma Arias-Fraga s-a prăbușit la 11 iunie, când parlamentul a respins modificările aduse Codului penal, care anterior făcuse din aceasta o infracțiune să fie afiliat la un alt partid politic decât Falanga. Membrii parlamentului, care s-au opus vehement legalizării Partidului Comunist, au adăugat un amendament la lege care interzicea organizațiile politice care „se supuneau unei discipline internaționale” și „pledau pentru implantarea unui regim totalitar ”. Javier Tusell a subliniat că „cei care în trecut erau în pat cu totalitarismul s-au simțit îndreptățiți să interzică totalitarismul celorlalți”. Reformele legilor fundamentale care guvernează succesiunea regală și componența parlamentului, proiectate de Fraga, au eșuat, de asemenea. Fraga intenționase să facă parlamentul bicameral , o cameră aleasă prin vot universal și cealaltă având un caracter „organic”.

## Primul guvern a lui Adolfo Suárez (iulie 1976-iunie 1977)

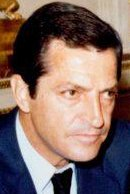
Adolfo Suárez în 1980

Torcuato Fernández-Miranda, președintele Consiliului Țării, l-a plasat pe Adolfo Suárez pe o listă de trei candidați pentru ca regele Juan Carlos să aleagă să devină noul șef al guvernului, înlocuindu-l pe Arias Navarro. Regele l-a ales pe Suárez pentru că simțea că poate face față provocării dificilului proces politic care avea să urmeze: convingerea parlamentului, care era compus din politicieni franchiști numiți, să demonteze sistemul lui Franco. În acest mod, el va acționa în mod formal în cadrul sistemului juridic franchist și va evita astfel perspectiva intervenției militare în procesul politic. Suárez a fost numit cel de-al 138-lea prim-ministru al Spaniei de Juan Carlos la 3 iulie 1976, o mișcare opusă de stânga și de unii centristi, dat fiind trecutul său franchist.
În calitate de prim-ministru, Suárez a prezentat rapid un program politic clar bazat pe două puncte:
- Dezvoltarea unei legi pentru reforma politică care, odată aprobată de parlament și de poporul spaniol în referendum, ar deschide procesul constitutiv pentru crearea unei democrații liberale în Spania.
- Un apel pentru alegeri democratice din iunie 1977 pentru alegerea unui parlament însărcinat cu elaborarea unei noi constituții democratice.

Acest program a fost clar și fără echivoc, dar realizarea sa a testat capacitatea politică a lui Suárez. El a trebuit să convingă atât opoziția să participe la planul său, cât și armata pentru a permite procesul să se desfășoare neîntrerupt și, în același timp, a trebuit să aducă situația din Țara Bascilor sub control.
În ciuda acestor dificultăți, proiectul lui Suárez a fost realizat fără întârziere între iulie 1976 și iunie 1977. El a trebuit să acționeze pe multe fronturi în această scurtă perioadă de timp pentru a-și atinge obiectivele.

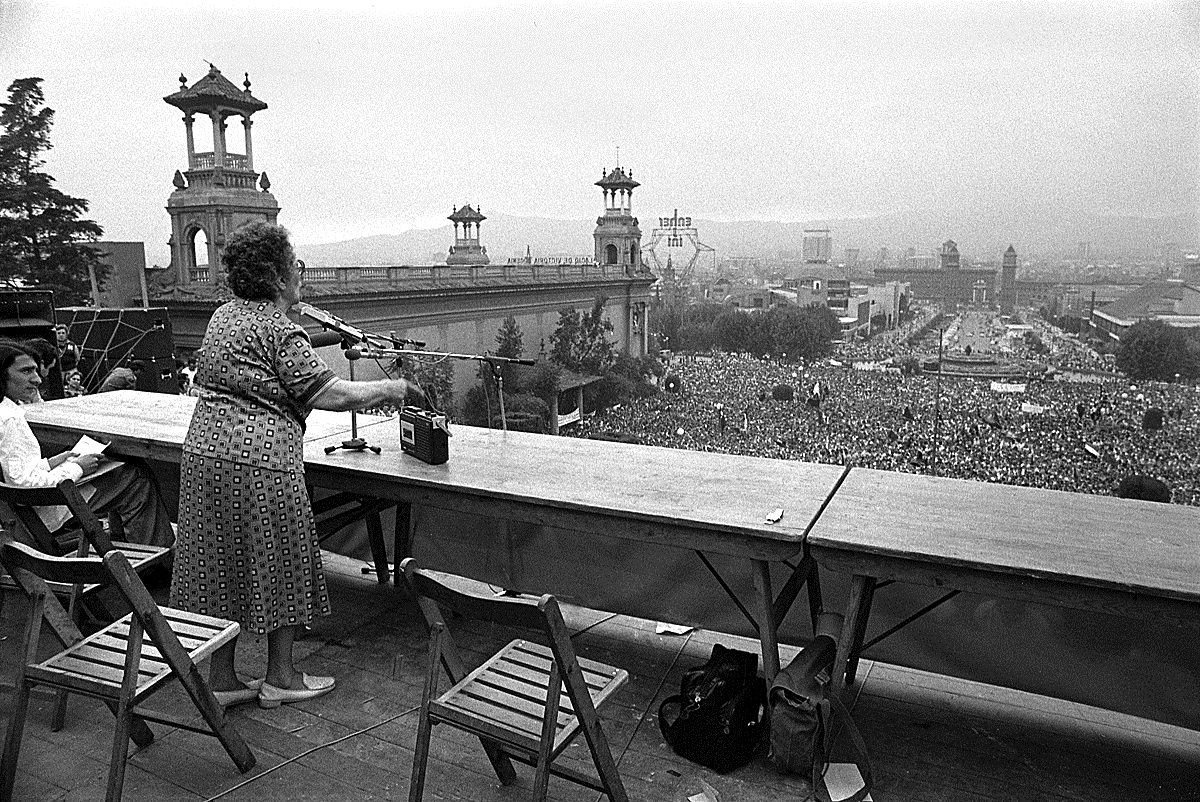
Federica Montseny vorbind la reuniunea CNT de la Barcelona din 1977, după 36 de ani de exil

Proiectul Legii pentru Reforma Politică (Ley para la Reforma Política) a fost scrisă de Torcuato Fernández-Miranda, purtătorul de cuvânt al parlamentului, care l-a predat guvernului Suárez în iulie 1976. Proiectul a fost aprobat de guvernul Suarez în septembrie 1976. Pentru a deschide ușa către o democrație parlamentară în Spania, această legislație nu ar putea crea pur și simplu un nou sistem politic prin eliminarea obstacolelor puse de regimul Franco împotriva democrației: trebuia să lichideze sistemul franchist prin intermediul parlamentului francist în sine. Parlamentul sub conducerea lui Fernández-Miranda, a dezbătut această lege pe tot parcursul lunii noiembrie, care în cele din urmă a aprobat-o, cu 425 de voturi pentru, 59 împotrivă și 13 abțineri.
Guvernul Suárez a căutat să câștige mai multă legitimitate pentru schimbări printr-un referendum. La 15 decembrie 1976, cu o rată de participare de 77.72%, 94% din voturi au indicat sprijinul pentru schimbări. Din acest moment, a fost posibil începerea procesului electoral (a doua parte din programul guvernului Suárez), care avea să servească la alegerea membrilor membrilor Cortesului Constituant, organismul care urma să fie responsabil pentru crearea unei constituții democratice.

### Relațiile guvernului Suárez cu opoziția
Suárez a adoptat o serie de politici măsurate pentru a adăuga credibilitate proiectului său. El a emis o amnistie politică parțială în iulie 1976, eliberând 400 de prizonieri; apoi a extins acest lucru în martie 1977 și, în cele din urmă, a acordat o amnistie generală în mai același an. În decembrie 1976, Tribunalul de Ordine Publică (TOP), un fel de poliție secretă franchistă , a fost dizolvat. Dreptul la grevă a fost legalizat în martie 1977, dreptul de sindicalizare fiind acordat luna următoare. De asemenea, în martie, o nouă lege electorală (Ley Electoral) a introdus cadrul necesar pentru ca sistemul electoral al Spaniei să fie pus în acord cu cel al altor țări care erau democrații parlamentare liberale . 
Prin aceste și alte măsuri de guvernare, Suárez a respectat condițiile pe care grupurile de opoziție le-au cerut pentru prima dată în 1974. Aceste forțe de opoziție s-au reunit în noiembrie 1976 pentru a crea o platformă de organizații democratice.
Suárez a inițiat contactul cu opoziția întâlnindu-se cu Felipe González, secretarul general al Partidului Socialist Muncitoresc Spaniol (PSOE), în august 1976. Atitudinea pozitivă a liderului socialist a oferit un sprijin suplimentar pentru ca Suárez să își ducă mai departe proiectul politic, dar toată lumea a perceput în mod clar că marea problemă pentru normalizarea politică a țării ar fi legalizarea PCE, care la acea vreme avea mai mulți activiști decât  grupurile politice din opoziție și era mai organizată decât orice alt grup din opoziția politică. Cu toate acestea, într-o întâlnire între Suárez și cei mai importanți lideri militari din septembrie, ofițerii au declarat ferm opoziția față de legalizarea PCE.
La rândul său, PCE a acționat din ce în ce mai public pentru a-și exprima opiniile. Potrivit comuniștilor, Legea pentru reforma politică era antidemocratică, iar alegerile pentru Parlamentul Constituant ar trebui convocate de un guvern provizoriu care făcea parte din forțele politice ale opoziției. Opoziția nu a manifestat niciun entuziasm pentru Legea pentru reforma politică. Suárez a trebuit să riște și mai mult pentru a implica forțele opoziției în planul său.
În decembrie 1976, PSOE și-a sărbătorit cel de-al 27-lea Congres la Madrid și a început să se disocieze de cerințele PCE, afirmând că va participa la următoarea convocare la alegeri pentru Parlamentul Constituant. La începutul anului 1977, anul alegerilor, Suárez a decis să se confrunte cu problema legalizării PCE. După indignarea publică provocată de masacrul de la Atocha din ianuarie 1977 împotriva sindicaliștilor și comuniștilor, Suárez a decis să discute cu secretarul general al PCE Santiago Carrillo în februarie. Disponibilitatea lui Carrillo de a coopera fără cereri prealabile și oferta sa de „pact social” pentru perioada de după alegeri l-au împins pe Suárez să facă cel mai riscant pas al tranziției: legalizarea PCE în aprilie 1977. Cu toate acestea, pe parcursul acestei perioade critice, guvernul a început o strategie de a oferi un spațiu instituțional mai mare uniunii socialiste Unión General de Trabajadores (UGT) în comparație cu CCOO de atunci orientat spre comunism . Modul în care un sindicat unificat a fost contracarat strategic este o caracteristică importantă a tranziției spaniole, deoarece a limitat opoziția radicală și a creat baza pentru un sistem de relații industriale fracturate.

### Relațiile guvernului Suárez cu Armata Spaniolă
Adolfo Suárez știa bine că Búnker - un grup de franchiști de linie dură conduși de José Antonio Girón și Blas Piñar , care foloseau ziarele El Alcázar și Arriba ca voci - aveau contacte strânse cu oficialii din armată și exercitau influență asupra sectoarelor importante armata. Aceste forțe ar putea constitui un obstacol de netrecut dacă ar determina intervenția militară împotriva reformei politice.
Pentru a rezolva problema, Suárez intenționa să se întrețină cu un grup liberal din cadrul armatei, centrat pe generalul Díez Alegría . Suárez a decis să acorde membrilor acestui grup pozițiile de autoritate cu cea mai mare responsabilitate. Cea mai notabilă personalitate a acestei facțiuni din cadrul armatei a fost generalul Manuel Gutiérrez Mellado . Cu toate acestea, în iulie 1976, vicepreședintele pentru afaceri de apărare era generalul Fernando de Santiago , membru al unui grup de linii dure din cadrul armatei. De Santiago și-a arătat neliniștea înainte, în timpul primei amnistii din iulie 1976. Se opusese legii care acordă dreptul de a sindicaliza. Suárez l-a demis pe Fernando de Santiago, numindu-l în schimb pe Gutiérrez Mellado. Această confruntare cu generalul de Santiago a determinat o mare parte a armatei să se opună lui Suárez, opoziție care s-a intensificat și mai mult când PCE a fost legalizat.
Între timp, Gutiérrez Mellado a promovat oficiali care au sprijinit reforma politică și i-au înlăturat pe acei comandanți ai forțelor de securitate ( Policía Armada și Guardia Civil ) care păreau să sprijine păstrarea regimului franchist.
Suárez a vrut să demonstreze armatei că normalizarea politică a țării nu înseamnă nici anarhie, nici revoluție. În acest sens, el s-a bazat pe cooperarea lui Santiago Carrillo, dar în niciun caz nu s-a putut baza pe cooperarea grupurilor teroriste.  

### Renașterea activității teroriste
Țara Bascilor a rămas, pentru cea mai bună parte a acestei perioade, într-o stare de turbulență politică. Suárez a acordat o amnistie în mai multe etape pentru numeroși prizonieri politici basci, dar confruntările au continuat între poliția locală și protestatari. Grupul separatist ETA , care la mijlocul anului 1976 părea deschis unui armistițiu limitat după moartea lui Franco, a reluat din nou confruntarea armată în octombrie. Perioada din 1978 până în 1980 ar fi cei mai mortali ani ai ETA vreodată. Cu toate acestea, între decembrie 1976 și ianuarie 1977, o serie de atacuri au provocat o situație de tensiune ridicată în Spania.
Gruparea maoistă GRAPO (Grupos de Resistencia Antifascista Primero de Octubre) și-a început lupta armată bombardând locații publice și apoi a continuat cu răpirea a două figuri importante ale regimului: președintele Consiliului de stat José María de Oriol și generalul Villaescusa, Președintele Consiliului Superior al Justiției Militare. Din partea dreaptei, în timpul acestor răpiri, membri ai organizației neofasciste Alianza Apostólica Anticomunista a organizat masacrul de la Atocha, trei dintre ei avocați muncitori, într-un birou de pe strada Atocha din Madrid, în ianuarie 1977.
În mijlocul acestor provocări, Suárez a convocat prima sa întâlnire cu un număr semnificativ de lideri de opoziție, care au publicat o condamnare a terorismului și și-au sprijinit acțiunile. În acest timpuri turbulente, Bunkerul a valorificat instabilitatea și a declarat că țara se află în pragul haosului. 
În ciuda violenței crescute de către ETA și GRAPO, alegerile pentru Parlamentul Constituant au avut loc în iunie 1977.

## Primele alegeri și proiectul constituției

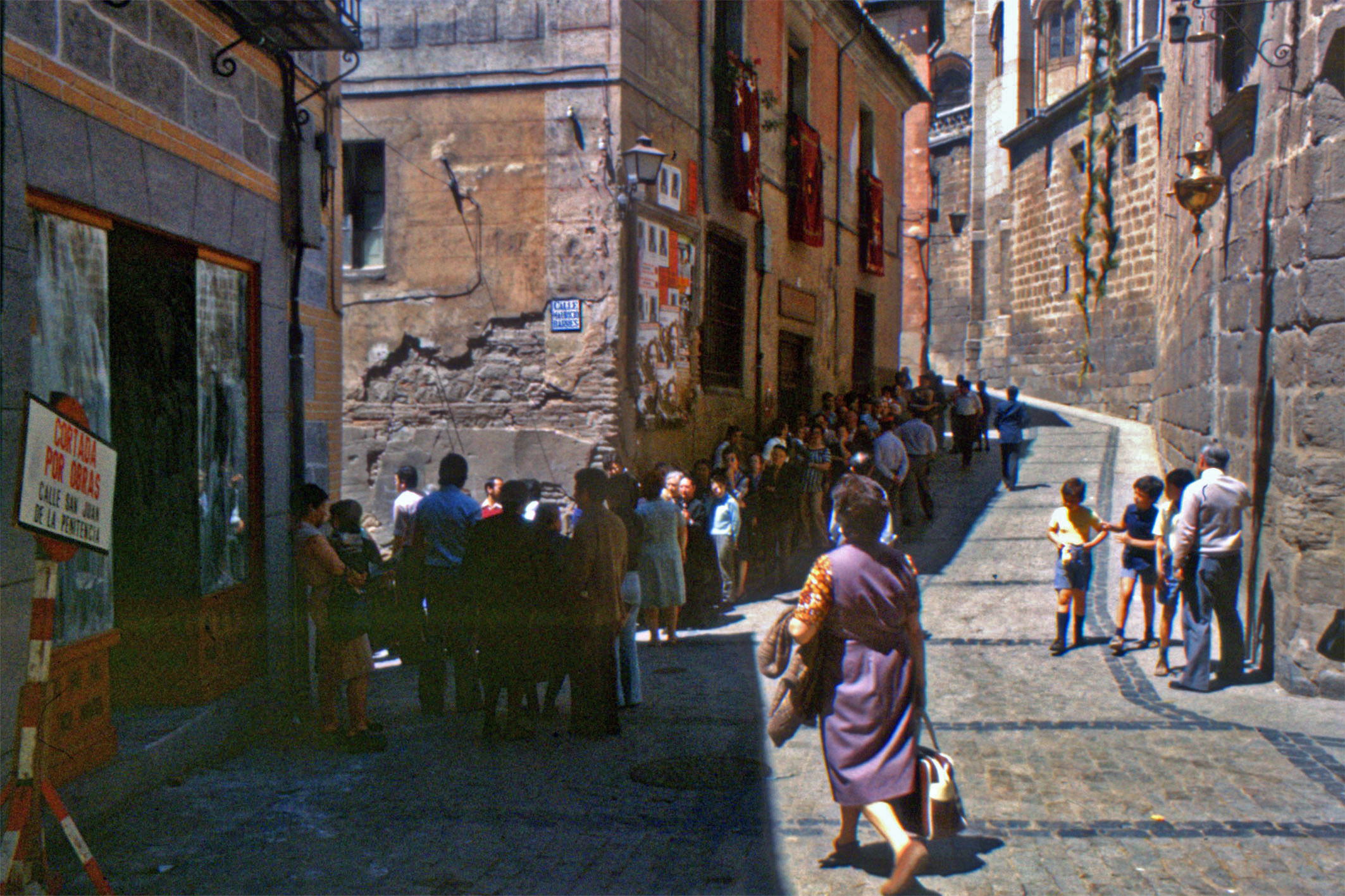
Oameni așteptând să voteze la alegerile generale din 1977. Alegerile din 1977 au fost primele alegeri după 1936.

Alegerile au avut loc pe 15 iunie 1977 care a confirmat existența a patru forțe politice importante, la nivel național. Voturile s-au distribuit în felul următor:
- Uniunea Centrului Democratic (UCD, Unión de Centro Democrático): 34.61%
- Partidul Socialist Muncitoresc Spaniol (PSOE, Partido Socialista Obrero Español): 29.27%
- Partidul Comunist din Spania (PCE, Partido Comunista de España): 9.38%
- Alianța Populară (AP, Alianza Popular): 8.33%[19]

Odată cu succesul Partidului Naționalist Basc (PNV, Partido Nacionalista Vasco ) și al Pactului Democrat pentru Catalonia (PDC, Pacte Democrátic per Catalunya ) în regiunile lor respective, și partidele naționaliste au început să-și arate puterea politică la aceste alegeri.

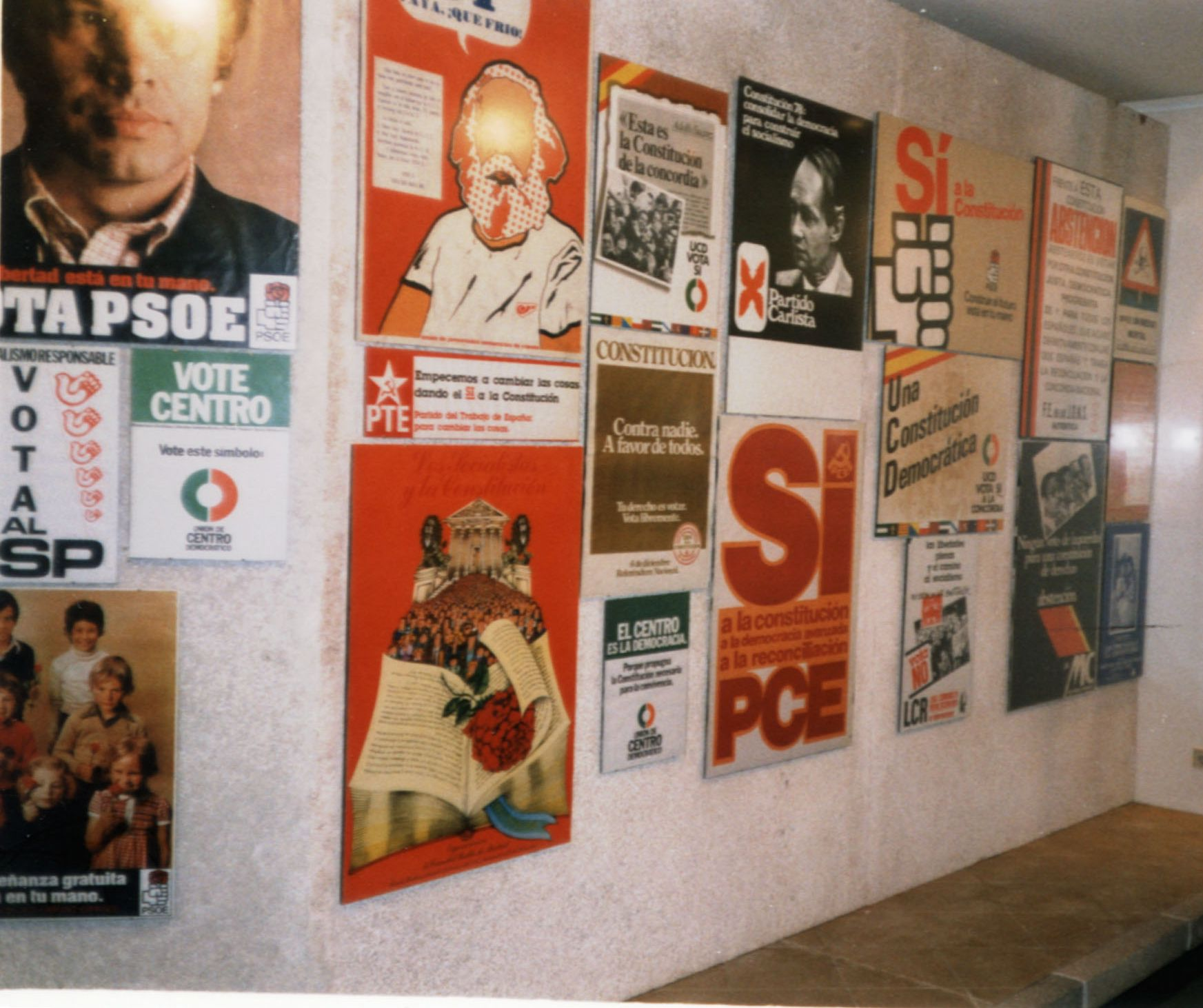
Afișe politice într-o expoziție, sărbătorind 20 de ani ai Constituției spaniole din 1978

Parlamentul Constituant a început să elaboreze o constituție la mijlocul anului 1977. În 1978 a fost adoptat Pactul Moncloa : un acord între politicieni, partide politice și sindicate pentru a planifica modul de operare a economiei în timpul tranziției. Constituția spaniolă din 1978 a continuat să fie aprobată în cadrul unui referendum , la 6 decembrie 1978.

## Guvernele UCD
Partidul premierului Adolfo Suárez, UCD, a primit o pluralitate , dar nu o majoritate absolută , atât la alegerile din iunie 1977, cât și din martie 1979 . Pentru a exercita puterea, UCD a trebuit să formeze coaliții parlamentare cu alte partide politice. Guvernul și-a petrecut o mare parte din timpul său din 1979 lucrând pentru a ține laolaltă numeroasele facțiuni din cadrul partidului, precum și coalițiile lor. În 1980, guvernul Suárez și-a îndeplinit în cea mai mare parte obiectivele de tranziție la democrație și nu avea o altă agendă clară. Mulți membri ai UCD erau destul de conservatori și nu doreau schimbări suplimentare. De exemplu, un proiect de lege pentru legalizarea divorțului a provocat multe disensiuni în interiorul UCD, în ciuda faptului că a fost susținut de majoritatea populației. Coaliția UCD s-a destrămat.
Ciocnirile dintre mai multe facțiuni din interiorul partidului au erodat autoritatea lui Suárez și rolul său de lider. Tensiunea a explodat în 1981: Suárez a demisionat din funcția de șef al guvernului, iar Leopoldo Calvo Sotelo a fost numit, mai întâi pentru a conduce noul cabinet și mai târziu la președinția UCD; social-democrații conduși de Francisco Fernández Ordóñez au renunțat la coaliție, aderându-se ulterior la PSOE, în timp ce creștin-democrații au plecat pentru a forma Partidul Popular Democrat.
În timp ce normalizarea democratică reușiste să convingă organizația paramilitară ETA, facțiunea ”politico-militară” a ETA, să abandoneze armele și să intre în politica parlamentară, nu a oprit continuarea atacurilor teroriste de către ETA (pm); mai târziu pur și simplu „ETA”) sau într-o măsură mai mică, GRAPO. Între timp, neliniștea în diferite secțiuni ale forțelor armate a creat frica de o lovitură de stat militară iminentă. Elementele reacționare din armată au încercat să dea o lovitură de stat cunoscută ca 23-F, în care locotenent-colonelul Antonio Tejero a condus o ocupație a unui grup de Gardă Civilă din Congresul Deputaților, în după-amiaza zilei de 23 februarie 1981. Liderii loviturii de stat au susținut că acționează în numele regelui. Cu toate acestea, devreme în dimineața următoare, Juan Carlos a ținut un discurs la nivel național care s-a opus fără echivoc, spunând că „Coroana, simbol al permanenței și unității națiunii, nu va tolera, în niciun fel, acțiunile sau comportamentul oricui încearcă , prin folosirea forței, pentru a întrerupe procesul democratic. " Lovitura de stat a fost învinsă mai târziu în acea zi, dar a demonstrat existența unor elemente insurecționare în cadrul armatei.

## Primul guvern al lui Felipe González (1982–1986)
Calvo Sotelo a dizolvat parlamentul și a făcut chemarea pentru noi alegeri în octombrie 1982. În timpul alegerilor din 1979 UCD și-a asigurat majoritatea, dar în 1982 a suferit o înfrângere spectaculoasă având acum doar 11 locuri în parlament. Alegerile din 1982 au dat majoritate absolută Partidului Socialist al Muncii din Spania (PSOE), care deja petrecuse mulți ani pregătindu-și imaginea unei alternative pentru guvernare.
La al 28 lea congres al PSOE (Mai 1979), secretarul general Felipe González și-a dat demisia argumentând că nu vrea să fie aliat cu elementele revoluționare care dominau partidul. Un congres special a fost făcut în septembrie, care a repus partidul pe linia partidelor moderate, renunțând la marxism și l-au propus pe González să preia din nou puterea încă o dată.
De-a lungul anului 1982, PSOE și-a confirmat orientarea moderată și a adus social-democrații care tocmai se despărțiseră de UCD.
Câștigând o majoritate absolută în parlament în două alegeri consecutive (1982 și 1986), și exact jumătate din locurile din parlament în 1989, au asigurat socialiștilor legiferarea și guvernarea fără a face vreo înțelegere cu alte forțe politice din parlament. Prin această cale, PSOE a făcut legi pentru a-și atinge obiectivele din programul politic "el cambio" (schimbarea). În același timp, PSOE a condus multe administrații locale și regionale. Această majoritate politică confortabilă a permis PSOE să ofere țării o lungă perioadă de liniște și stabilitate, după anii intenși ai tranziției.
Odată cu îndeplinirea acestei părți a planului său, Suárez a trebuit să rezolve o altă problemă: ar trebui să includă grupurile de opoziție care nu participaseră la începutul tranziției? Suárez a trebuit, de asemenea, să facă față unei a treia probleme: să se împace cu opoziția antifranchistă.